# Tallero eritreu

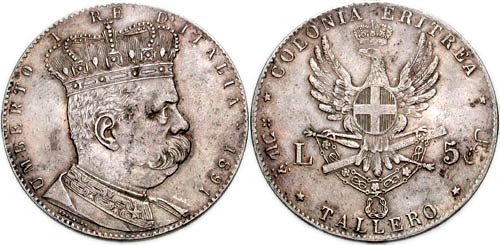
Moedas de um Tallero de 1891

O tallero foi a moeda da Eritreia entre 1890 e 1921. A lira era equivalente a lira italiana.
A partir de 1885, notas de banco denominadas de lira foram emitidas pelas autoridades coloniais italianas. Em 1890, o tallero de prata, foi introduzido (juntamente com 50 centesimi, e as moedas de 1 e 2 liras). Os últimos tallero foram cunhados em 1918. Em 1921, o tallero foi abandonado e a moeda italiana foi usada, até que notas foram emitidas em liras em 1938.